# Michel Boulanger
 (juin 2025).
Michel Boulanger, né à Montmagny en 1959, est un artiste multidisciplinaire de l’image. Il est actuellement professeur à l’École des Arts Visuels et Médiatiques de l'Université du Québec à Montréal dont il a été le directeur de 2009 à 2012. Détenteur d’une Maîtrise en arts plastique de l’Université du Québec à Montréal (1992), il vit et travaille à Montréal.

## Biographie
Michel Boulanger est un artiste québécois qui est d'abord reconnu comme peintre et dessinateur.  Il a cependant trouvé depuis quelques années un nouveau terrain d'expérimentation par le numérique, notamment en modélisation 3D et en animation, qu’il utilise comme outil de soutien à la création de ses compositions picturales et graphiques.

## Œuvre
Que ce soit en peinture, en dessin ou par le numérique, l’art de Michel Boulanger place le motif du paysage au cœur de sa recherche. Lieu par excellence des représentations mentales que l'on se fait de la nature, il s'y intéresse par le fait qu'il soit porteur d'une géométrie bizarre, témoin et traces des tendances chaotiques de l'univers. 
Le dessin joue un rôle essentiel dans le travail de l'artiste; il préside et appuie le travail de peinture, gérant l'espace partagé par les multitudes occupant l'espace de ses compositions. C'est aussi par le dessin que sont initiés les termes de chaque nouveau projet et à travers lui que sont développées les nouvelles approches. Le dessin est aussi entrepris en tant qu'art autonome, partageant une même imagerie avec la peinture, mais l'articulant dans un autre ordre représentation. (Lamarche, 2003)
En peinture, c’est sous le titre général Traîner son lourd passé qu’il a inscrit ses œuvres les plus récentes. Une telle dénomination ne laisse aucun doute sur la portée morale que peut receler cette production. Dans ces tableaux, l'artiste introduit, par l'insertion d'un aspect ludique et léger à son travail en évoquant quelques personnages de Disney (le divertissement), mais fait aussi allusion à l'aspect dramatique de certains comportements sociaux. (Lussier, 2003)
Déjà, la série de tableaux qui avait précédé - sous le thème générique de Nature, démontrait par les titres l'intention de l'artiste d'évoquer différentes humeurs, différents « états d'âme » ; on y retrouvait, entre autres, Nature tranquille, Nature inquiète, Nature curieuse. 
La série de tableaux et de dessins Bestiaire mêle des types de représentations aussi éloignées l'un de l'autre que la représentation animale dans la peinture du XVIIe siècle et le bestiaire anthropomorphisé à la manière des bandes dessinées. À l'intérieur de ces représentations, l'espace du paysage cède la place à des amoncellements de « cubes » ou de formations parallélépipèdes tous alignés sur un même point de fuite et à travers lesquels l'ensemble de la composition vient littéralement se greffer.  Les éléments de la nature sont installés dans un espace ambigu, à la fois paysagiste, architectural et surréaliste. Les œuvres de Boulanger ont été rapprochées, à juste titre, des fantasmagories de Jérôme Bosch et également au travail de Roy Lichtenstein (Lussier, 2003). On lui attribue également une filiation esthétique avec l'art de Giovanni Battista Piranesi.
Sous le couvert d'une certaine peinture d'histoire, chaque tableau de la série Chantiers relate les hauts faits d'une société fictive tournée vers la construction d'un monde meilleur. Leur titre ronflant évoque les grands travaux d'une ère utopique. Si le thème du chantier y est traité au sens littéral du terme, il est aussi question de l'acte de peindre comme chantier de construction où l'image y tient le rôle d'édifice. Dans la série de tableaux chantiers, la complexité inhérente aux chantiers de construction sert de support à des jeux de double ressemblance. Ces édifices en construction ou en rénovation camouflent tantôt une scie ronde, tantôt un fer à repasser ou des jumelles.
Michel Boulanger s’intéresse depuis quelques années à la modélisation 3D ainsi qu’à l’animation.  Il a d’ailleurs créé un film d'animation intitulé After Monogram, qui prend comme point de départ la célèbre œuvre de Robert Rauschenberg intitulée Monogram. Cette « combine », comme se plaisait le peintre à nommer ce mélange sculptural fait de peinture et d'objets, était composée d'un grand tableau placé au sol sur lequel reposait une chèvre empaillée, elle-même affublée d'un pneu autour de la taille. After Monogram ressuscite l'animal qui finira bien par se débarrasser de son pneu avant d'entreprendre une série d'aventures faite de glissades, de culbutes et de chutes sur le terrain de la création picturale.

## Expositions
Michel Boulanger possède à son actif près de vingt expositions solos, dont le Musée d'art contemporain de Montréal (2003).
Il a également participé à près de trente expositions collectives, notamment deux au Musée d’art contemporain de Montréal (1997, 2001, 2003 et 2007), ainsi qu’à la Galerie Art Mûr (2006) et le B-312 (1992 et 2004). 
Il a à son actif la réalisation de trois œuvres publiques. 
Ses tableaux ont fait l'objet d'acquisition de six banques d'œuvres d'art dont celle du Musée des beaux-arts de Montréal, du Musée national des beaux-arts du Québec et du Musée d'art contemporain de Montréal.

## Publications
Publié en 1996, le livre d'artiste L'art de la Nuée: traité de dessin à l'intention du dessinateur artiste ou amateur se présente sous la forme fictive d'un traité de dessin, s'adressant au dessinateur artiste et amateur. Sa méthode prétend que l'artiste qui s'y adonne sera capable de générer des nuées plutôt que de simplement en faire l'imitation.
À l'aide d'exemples et d'exercices, on y apprend étape par étape à forger ses propres nuées tout en s'instruisant des cinq grands principes qui la produisent :
- La nuée est multitude
- La nuée est irréversible
- L'affirmation tranquille
- La perte de contours
- L'incertitude